# Марч, Гарольд
Гарольд Кларенс Марч (англ. Harold Clarence March; 18 октября 1908 — 9 января 2002, Пакстон) — канадский хоккеист, игравший на позиции правого нападающего; двукратный обладатель Кубка Стэнли в составе «Чикаго Блэкхокс» (1934, 1938).

## Биография

### Игровая карьера
Поиграв на молодёжном уровне в течение трёх сезонов, по итогам сезона 1927/28 в Мемориальном кубке он заработал 40 очков, забросив при этом 36 шайб и выиграв с командой Мемориальный кубок.
По окончании сезона присоединился к клубу НХЛ «Чикаго Блэкхокс», за который отыграл 17 сезонов, выиграв в составе команды два Кубка Стэнли в 1934 и 1938 годах.
Завершил карьеру по окончании сезона 1944/45 в возрасте 36 лет.

## Смерть
Скончался 9 января 2002 года на 94-м году жизни, став последним среди живых обладателей Кубка Стэнли 1934 года.